# G. István László
G. (Géher) István László (Budapest, 1972. december 21. –) József Attila-díjas (2011) magyar költő, műfordító, esszéíró, tanár.

## Életpályája
Szülei: Géher István (1940–2012) és Kepes Mária. 1993 óta rendszeresen publikál a hazai folyóiratokban. 1996 óta a József Attila Kör tagja. 1997-ben magyar-angol szakon szerzett diplomát az ELTE-n, ugyanekkor fejezte be tanulmányait a Láthatatlan Kollégiumban. 1997–2006 között a Toldy Ferenc Gimnázium tanára volt. 2004-től a Károli Gáspár Református Egyetem Összehasonlító Irodalomtudományi és Irodalomelméleti tanszékén docens.
Ritkán esszéket, kritikákat is ír. Verseket angol nyelvből fordít, többek között William Butler Yeats, Emily Dickinson, Sylvia Plath, Owen Sheers és Kei Miller műveit.

## Művei
- Öt ajtón át (versek, 1994)
- Kereszthuzat (versek, 1996)
- Merülő szonettek (versek, 1998)
- Napfoltok (versek, 2001)
- Amíg alszom, vigyázz magadra (versek, 2006)
- Homokfúga (versek, 2008)
- 7 poets, 4 days, 1 book – Renga with 6 other poets, Trinity University Press (2009)
- Egy (két) hang – Berzsenyi Dániel válogatott versei (utószó, jegyzetek, szerkesztette, 2009)
- Sandfuge (kétnyelvű válogatott versek, fordította Kalász Orsolya és Monika Rinck, 2009)
- Pentagram. G. István László versfordításában; ill. Més-záros István; Tipp Cult, Bp., 2009 (Parnasszus könyvek. Átjáró)
- Választóvíz (versek, 2011)
- Hármasoltárok (versek, 2013)
- Géher István Lászlóː Dekonstruált ritmika. A vers szótagidőtartam-lüktetésének szimmetriarendje Weöres Sándor Magyar etűdök-verseinek 1. sorozatában; Ráció, Bp., 2014
- Repülő szőnyeg. Háromszor hetvenhét minta; Magvető, Bp., 2015
- Nem követtem el. Versek 2011–2013; Magvető, Bp., 2017 (Időmérték), Időmérték (könyvsorozat)
- Földabrosz; Magvető, Bp., 2019 (Időmérték), Időmérték (könyvsorozat)
- úgy felejti nyitva, Magvető, Bp., 2021 (Időmérték)
- Villanó por, Magvető, Bp., 2023

## Díjak, ösztöndíjak
- Móricz Zsigmond-ösztöndíj (1999)
- Cambridge Writers' Conference (1999)
- NKA alkotói ösztöndíj (2006)
- Nizzai kavics-díj (2006)
- Radnóti-díj (2006)
- Iowa International Writing Programme (IWP) (2007)
- Babits Mihály műfordítói ösztöndíj (2007)
- Zelk Zoltán-díj (2007)
- Solitude-ösztöndíj (2008)
- Hong Kong, International Writing Workshop (IWW) (2008)
- József Attila-díj (2011)
- Füst Milán-díj (2012)
- Quasimodo Nemzetközi Költőverseny Térey-díja (2021)
- Artisjus Irodalmi Díj (2022)
- Erzsébetvárosi Irodalmi Ösztöndíj (2024)